# Wolfgang Kirchmayr
Wolfgang Kirchmayr (* 1943 in Thening) ist ein österreichischer Graveur, Bildhauer und Hochschullehrer.

## Leben und Wirken

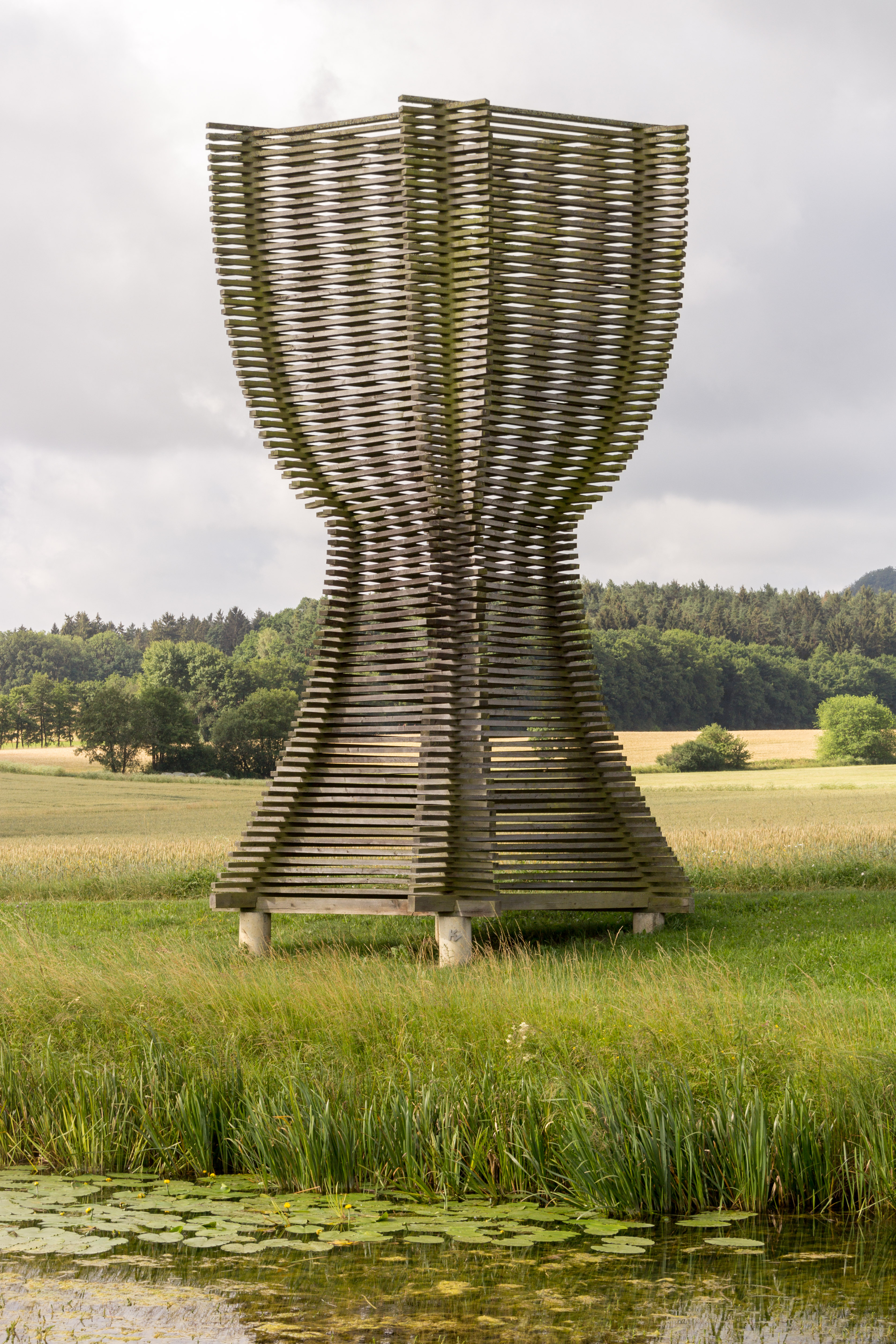
Skulptur Stapelung, 2003

Nach der HTL Steyr war er von 1961 bis 1965 als Stahlgraveur in Bregenz, Linz und Bonn tätig, bevor er 1965 ein Studium an der Fachhochschule Pforzheim begann, 1968 mit Diplom abschloss und als freischaffender Bildhauer tätig wurde. 1974  erhielt er den Landeskulturförderungspreis des Landes Oberösterreich. 
Ab 1973 lehrte er an der Universität für künstlerische und industrielle Gestaltung Linz, ab 1983 war er Bundeslehrer mit einer Lehrveranstaltung für dreidimensionale Formentwicklung und Materialkunde und im Jahr 2000 wurde er als ordentlicher Universitätsprofessor und Studiendekan berufen. Seine Emeritierung erfolgte 2005. 
Kirchmayr nahm an Symposien teil und zeigte seine Werke im Rahmen von Gruppen- und Einzelausstellungen in Österreich, Deutschland, Dänemark, Norwegen, Polen, Spanien und Portugal. Er wurde mit zahlreichen in- und ausländischen Preisen ausgezeichnet. Er gehört der Berufsvereinigung bildender Künstler Oberösterreichs und der Künstlervereinigung MAERZ an.
Der Künstler lebt und arbeitet in Scharten.

## Werke (Auswahl)
- Synchron, monumentale Plastik aus Cortenstahl beim Kreisverkehr in Lengfelden, Gemeinde Bergheim[2][3] 1998
- Das Paar, Skulptur, Schwerin, 2000
- Stapelung 3, monumentales Lärchenholzobjekt für das Projekt Kunst am Kanal, 2003